# Galluccio (vin)
Le Galluccio est vin italien produit dans la province de Caserte, en Campanie.

## Historique
Le territoire de Galluccio est célèbre depuis l'époque romaine pour sa variété de cépages qui a donné naissance à d'excellents vins locaux qui ont reçu l'attribution de la marque d'appellation contrôlée (DOC).

## Vignoble

### Présentation
La zone de production du Galluccio DOC s’étend sur cinq (5) communes, dont celle de Galluccio, dominé par le volcan éteint de Roccamonfina, qui avec son activité éruptive a rendu les terrains extrêmement propices à la culture de la vigne. Les dépôts de lave, riches en microéléments et en potassium, confèrent d’abord aux raisins et ensuite aux vins, des parfums intenses et délicats. Les principaux cépages cultivés sont l’Aglianico, pour les vins rouges et rosés, et le Falanghina, pour les vins blancs.

### Types de vins, gastronomie et températures de service
Les vins Galluccio (DOC) sont :
- Galluccio bianco : vin blanc sec (11 %), constitué de 70 % de Falanghina, se marie bien avec des hors-d'œuvre et fritures à l'Italienne, poisson noble et crustacés, risotto aux fruits de mer, linguine aux langoustines;
- Galluccio rosso : vin rouge sec (11,5 %), constitué de 70 % d’Aglianico, se marie bien avec un soufflé de fromages à pâte molle, trippes et pommes de terre, lapin chasseur, potage de viande, de légumes et de fromage (minestra maritata e caciotta)
- Galluccio rosato : vin rosé sec (11 %), constitué de 70 % d’Aglianico, se marie bien avec le risotto, les pâtes à la citrouille et piment fort (peperoncino), cavatelli et câpres, omelette d'oignons et de pommes de terre.